# Speciație
Speciația reprezintă un proces în urma căruia apar specii noi din cele existente. Apariția unei specii noi se poate realiza prin fie transformarea unei specii deja existente în alta, fie desfacerea (ramificarea) unei specii în două sau mai multe specii noi prin procesul acumulării de mutații genetice, adică microevoluție.
Speciația  este un proces de geneză a speciilor noi de plante și animale, care se realizează pe cale sexuată  prin recombinare genetică sau prin mutații ale genelor  și selecția naturală a indivizilor cu fenotipuri și genotipuri noi.

## Tipuri
Există 4 tipuri de speciație (speciere): alopatrică, simpatrică, peripatrică și parapatrică. 

### Speciere alopatrică
Cel mai des întâlnit tip de speciație (speciere), speciația alopatrică are loc când o specie este împărțită în două sau mai multe grupuri separate geografic (spațial). Într-o populație  care devine izolată în cadrul unei specii, procesele genetice pot fi diferite de procesele similare din specia de origine, parentală. Se pot produce mutații noi, unele gene se pot pierde prin eliminare accidentală, prin recombinare poate să apară o diversitate de noi fenotipuri, diferite de cele ale speciei parentale, și pot imigra (să vină) întâmplător gene din alte populații. Și mai important, în sensul unor mutații posibile, populația izolată trăiește într-un mediu biotic și fizic întrucâtva diferit de cel al speciei parentale și este, prin urmare expusă unor presiuni de selecție într-o oarecare măsură diferite. Populația izolată va fi treptat restructurată genetic și se va deosebi tot mai mult de specia parentală. Dacă acest proces continuă destul de mult timp această populație va deveni suficient de diferită genetic de cea parentală, pentru a deveni o nouă specie. În cursul acestui proces se pot dobândi mecanisme de izolare care împiedică împerecherea cu specia parentală. Când se întâmplă acest lucru, specia incipientă este recunoscută definitiv ca neospecie.

### Speciere simpatrică
Foarte rar întâlnită, speciația simpatrică înseamnă că două populații devin izolate din punct de vedere reproductiv, nefiind însă izolate din punct de vedere geografic. Din cauza reproducerii selective, se acumulează destule mutații genetice, astfel încât să se separe specia dată în mai multe specii diferite.